# 蔡翠媚
蔡翠媚（1972年2月27日—），本名張翠媚，是一名印尼華裔政治人物，現任山口洋市市長，曾任山口洋市議長、山口洋市議員、印尼鬥爭民主黨山口洋市分支委員會財務主管。

## 生平

### 家庭背景
蔡翠媚出生於山口洋市，祖籍廣東省揭陽市揭西縣，父親張錦昌為其家境內的鄰里長，母親蔡梨娥為家庭主婦，在家中排行老三、有一個哥哥、姊姊和妹妹。
丈夫翁學能是企業家，兩人育有3子4女。

## 政治生涯
蔡翠媚是山口洋市第3任市長，為黃少凡之後的第2任華裔山口洋市市長，同時也是印尼政治歷史上的首任華裔女性地方首長。2017年，蔡翠媚表態參選山口洋市市長，並獲勝當選為山口洋市市長。2024年，蔡翠媚再度競選尋求連任，並再度當選為山口洋市市長。蔡翠媚曾任2009年至2014年山口洋市議長、2014年至2016年山口洋市議員。